# Mạc Văn Úy
Karen Joy Morris (sinh ngày 2 tháng 6 năm 1970), hay còn được biết đến với nghệ danh Mạc Văn Úy, là một nữ ca sĩ kiêm diễn viên người Hồng Kông đã 2 lần đoạt giải Golden Melody Award.

## Tiểu sử
Mạc Văn Úy là em gái của nhà văn kiêm nhà sản xuất Trevor Morris và là cháu nội của Alfred Morris, hiệu trưởng đầu tiên của trường King's College, Hong Kong. Cha cô là người lai Trung Quốc và xứ Wales còn mẹ cô mang nửa dòng máu Trung Quốc, 1/4 người Iran, 1/4 là người Đức.
Mạc Văn Úy theo học trường nữ sinh Diocesan Girls' School ở Hồng Kông từ bậc tiểu học cho đến trung học. Thời đi học, cô là một học sinh F.5 (giỏi toàn diện), được nhận giải thưởng Hong Kong Outstanding Students Awards lần thứ nhất. Sau đó, cô rời Hồng Kông để đi du học vào năm 1987. Cô theo học chương trình Học bổng liên hiệp các trường đại học quốc tế (United World College of the Adriatic) ở gần Trieste, Ý từ năm 1987 tới năm 1989, tiếp đó học ngành văn học Ý ở Viện đại học Royal Holloway thuộc Đại học London.
Mạc Văn Úy thường lấy tên là Karen Mok khi đóng các bộ phim Trung Quốc, nhưng trong các bộ phim Hollywood thì lấy tên là Karen Joy Morris (tên khai sinh).

## Điện ảnh
- Gác kiếm (phim 2002)
- Vua hài kịch
- Đọa lạc thiên sứ
- Đại thoại Tây du
- Thần ăn
- Người trong giang hồ
- Thiên cơ biến

## Đời tư
Mạc Văn Úy kết hôn với là Johannes Natterer, mối tính đầu của cô là người Đức tại một nhà thờ gần Florence, Ý vào ngày 1 tháng 10 năm 2011.